# Colts FC
El Colts FC fue un equipo de fútbol aficionado de Trinidad y Tobago que alguna vez jugó en la Liga de fútbol de Puerto España, la liga de fútbol aficionado más importante del país.

## Historia
Fue fundado en el año 1937 en la capital Puerto España originalmente como un equipo de críquet, pero que posteriormente participaría en la Liga de fútbol de Puerto España en el año 1938.
Fue uno de los equipos de fútbol más importantes de Trinidad y Tobago durante la décadas de 1940 y 1950, logrando ganar el título de liga en 4 ocasiones, la última de ellas en 1957, y también ganaría 13 títulos de copa local hasta su desaparición en 1973, cuando el fútbol en Trinidad y Tobago pasaría a ser de categoría profesional.

## Palmarés
- Liga de fútbol de Puerto España: 4[3]

1942, 1945, 1947, 1957
- Copa Trinidad y Tobago: 3[4]

1944, 1945, 1948
- Copa BDV: 7[4]

1940, 1942, 1951, 1954, 1955, 1963, 1972
- Copa Gooden Chisholm: 3[4]

1942, 1947, 1957